# Drosera affinis.
Drosera affinis. är en sileshårsväxtart som beskrevs av Friedrich Welwitsch och Daniel Oliver. Drosera affinis. ingår i släktet sileshår, och familjen sileshårsväxter.
Artens utbredningsområde är:
- Angola.
- Kongo-Kinshasa.
- Malawi.
- Moçambique.
- Tanzania.
- Zambia.
- Zimbabwe.

Inga underarter finns listade i Catalogue of Life.